# Aléxon
Aléxon (en antiguo griego Ἀλέξων) fue un antiguo mercenario griego de la región de Acaya. Luchó en el ejército cartaginés durante el asedio de Lilibea por parte de las legiones romanas en 250 a. C., durante la primera guerra púnica. Mientras ocurría el asedio algunos mercenarios galos bajo el mando de los cartagineses planearon entregar la fortaleza a los romanos. Pero Aléxon, que ya había evitado en otra ocasión la traición de unos cuantos mercenario en la ciudad de Agrigentum, ofreció información del complot al comandante cartaginés Himilcón. También ayudó a su comandante a conseguir que los demás mercenarios se mantuvieran fieles a los cartagineses.